# Станков, Георгий
Гео́ргий Ста́нков (болг. Георги Станков; 10 августа 1943, Корнерово) — болгарский боксёр полутяжёлой весовой категории, выступал за сборную Болгарии в конце 1960-х — начале 1970-х годов. Бронзовый призёр летних Олимпийских игр в Мехико, участник многих международных турниров и национальных первенств.

## Биография
Георгий Станков родился 10 августа 1943 года в посёлке Корнерово. На международной арене дебютировал в 1967 году, поучаствовав в чемпионате Европы в Риме (выбыл из борьбы за медали уже на ранних стадиях турнира, проиграв итальянцу Козимо Пинто). Благодаря череде удачных выступлений удостоился права защищать честь страны на летних Олимпийских играх 1968 года в Мехико — сумел дойти здесь до стадии полуфиналов, после чего единогласным решением судей проиграл советскому боксёру Дану Позняку, будущему олимпийскому чемпиону.
Получив бронзовую олимпийскую медаль, Станков продолжил выходить на ринг в составе национальной сборной, принимая участие во всех крупнейших международных турнирах. Так, в 1969 году он ездил на чемпионат Европы в Бухарест и дошёл там до четвертьфинала. Позже преодолел квалификацию на Олимпийские игры 1972 года в Мюнхен, где, тем не менее, в первом же своём матче на турнире со счётом 0:5 уступил представителю СССР Николаю Анфимову. Вскоре после этой неудачи Георгий Станков принял решение завершить карьеру спортсмена и покинул сборную.